# 遭遇
| ウィキペディアには「遭遇」という見出しの百科事典記事はありません（タイトルに「遭遇」を含むページの一覧/「遭遇」で始まるページの一覧）。 代わりにウィクショナリーのページ「遭遇」が役に立つかもしれません。 |